# 1848 en arts plastiques
| Années des arts plastiques : 1845 - 1846 - 1847 - 1848 - 1849 - 1850 - 1851    |
| Décennies des arts plastiques : 1810 - 1820 - 1830 - 1840 - 1850 - 1860 - 1870 |

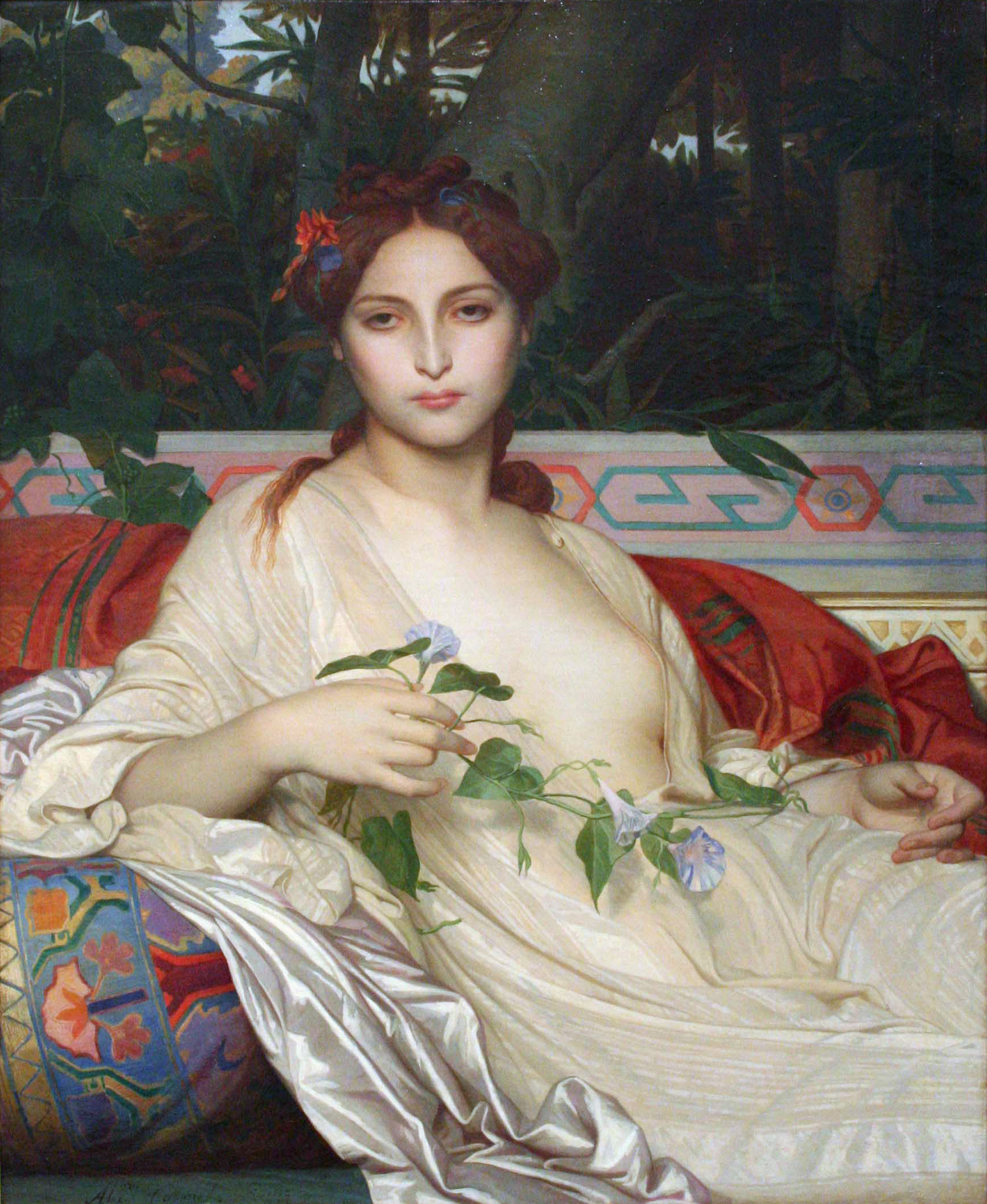
Albayde, toile d'Alexandre Cabanel

Cette page concerne l'année 1848 en arts plastiques.

## Événements
- Antonio María Esquivel, peintre de la Chambre du roi en Espagne et théoricien de la peinture, publie le Traité d'anatomie picturale[1] à destination des élèves de peinture et de sculpture de l'Académie royale des beaux-arts de San Fernando.
- 15 août : inauguration de la statue de Godefroid de Bouillon sur la place Royale[2].
- 15 août - 2 octobre : ouverture du Salon de Bruxelles de 1848[2].

## Œuvres
- La Famille du pêcheur, tableau de Louis Gallait ;
- La Baronne James de Rothschild, tableau de Jean-Auguste-Dominique Ingres.

## Naissances
- 5 janvier : Melchior Jaubert, peintre et aquarelliste français († 1913),
- 12 janvier : Jean Béraud, peintre  de genre et portraitiste français († 4 octobre 1935),
- 18 janvier : Fernand Pelez, peintre français († 7 août 1913),
- 23 janvier : Henri Biva, peintre français († 2 février 1929),
- 24 janvier : Vassili Sourikov, peintre russe († 19 mars 1916),
- 30 janvier : Frédéric Grasset, peintre français († 11 mai 1911),
- 9 février : Alfred Casile, peintre français († 1er juin 1909),
- 11 février : Alceste Campriani, peintre italien († 27 octobre 1933),
- 13 février : Auguste Baud-Bovy, peintre suisse († 3 juin 1899),
- 24 février : Léonard Jarraud, peintre français († 3 août 1926),
- 6 mars : Viktor Weisshaupt, peintre allemand († 23 février 1905),
- 8 mars : Gaston Guignard, peintre français († 16 octobre 1922),
- 14 mars : Paul-Louis Delance, peintre français († 16 octobre 1924),
- 20 mars : Théophile Poilpot, peintre français († 6 février 1915),
- 22 mars : Sarah Henrietta Purser, peintre et vitrailliste irlandaise († 7 août 1943),
- 23 mars : Charles-Louis Kratké, peintre, graveur et sculpteur français († 29 octobre 1921),
- 29 mars : Adrien Lavieille, peintre français († 5 février 1920),
- 4 avril : Georges Moreau de Tours, peintre français († 12 janvier 1901),
- 16 avril : Jean Seignemartin, peintre français membre de l'école lyonnaise de peinture († 29 novembre 1875),
- 26 avril : Albert Dornois, peintre, dessinateur et graveur français († 17 avril 1923),
- 1er mai : Adelsteen Normann, peintre norvégien († 26 décembre 1918),
- 15 mai :
  - Onorato Carlandi, peintre italien († 11 avril 1939),
  - Viktor Vasnetsov, peintre russe († 23 juillet 1926),
- 24 mai : Édouard Hippolyte Margottet, peintre français († 16 décembre 1887),
- 30 mai : Fanny Currey, horticultrice et aquarelliste irlandaise († 30 mars 1917),
- 6 juin : Antoine-Marie Roucole, peintre français († 22 juin 1918),
- 7 juin : Paul Gauguin, peintre français († 9 mai 1903),
- 2 juillet : Pierre Georges Jeanniot, peintre, illustrateur et graveur français († 9 janvier 1934),
- 4 juillet : Louis-Robert Carrier-Belleuse, peintre et sculpteur français († 14 juin 1913),
- 24 juillet :
  - Francisco Pradilla y Ortiz, peintre espagnol († 1er novembre 1921),
  - Édouard Toudouze, peintre français († 14 mars 1907),
- 25 juillet :
  - Gaston Marquet, peintre français († 18 décembre 1923),
  - Paul Maurou, peintre et imprimeur-lithographe français († 14 janvier 1931),
- 30 juillet : Jean-Baptiste Olive, peintre français († 13 mai 1936),
- 3 août : Ernest Lessieux, peintre, aquarelliste et dessinateur français († 4 janvier 1925),
- 19 août : Gustave Caillebotte, peintre français († 21 février 1894),
- 26 août : Édouard Joseph Dantan, peintre français († 7 juillet 1897),
- 29 août : Albert Bartholomé, peintre et sculpteur français († 30 octobre 1928),
- 4 septembre : Gustav Bauernfeind, peintre, illustrateur et architecte allemand d'origine juive († 24 décembre 1904),
- 21 septembre : Walter William Ouless, peintre et portraitiste jersiais († 25 décembre 1933),
- 29 septembre : Kamal-ol-Molk, peintre iranien († 18 août 1940),
- 30 septembre : Robert Walker Macbeth, peintre et graveur britannique († 1er novembre 1910),
- 1er octobre : Adolphe Lalyre, peintre français († 23 janvier 1933),
- 4 octobre : Henry Lerolle, peintre et collectionneur français († 22 avril 1929),
- 5 octobre : Édouard Detaille, peintre français († 23 décembre 1912),
- 12 octobre : Charles Rivière, peintre français († 18 janvier 1920),
- 15 octobre : Gabriel Guay, peintre d'histoire français († 15 septembre 1923),
- 19 octobre : Marcel Jambon, peintre décorateur français († 30 septembre 1908),
- 22 octobre : Ignace Spiridon, peintre italien naturalisé français († 7 octobre 1930),
- 1er novembre : Jules Bastien-Lepage, peintre naturaliste français († 10 décembre 1884),
- 22 novembre : Paul Pujol, peintre et architecte français († 1926),
- 30 novembre : Wilhelm Kotarbiński, peintre polonais († 4 septembre 1921),
- 23 décembre : David-Eugène Girin, peintre français († 16 décembre 1917),
- ? : Alfred Jean Garnier, peintre, graveur et émailleur français († 1908).

## Décès
- 26 janvier : Joseph-Marie Vien le jeune, peintre français (° 2 août 1761),
- 10 février : Édouard Liénard, peintre français (° 1779),
- 11 février : Thomas Cole, peintre britannique/américain (° 1er février 1801),
- 7 mars : Félix Trutat, peintre français (° 27 février 1824),
- 24 juillet : Andreï Ivanov, peintre russe (° 1775),
- 6 août : Clementina Gandolfi, peintre italienne (° 1795),
- 24 septembre :  Branwell Brontë, peintre et écrivain britannique (° 26 juin 1817),
- 17 octobre : Jean Le Capelain, peintre et lithographe britannique (° 5 octobre 1812).